# Agnosia (bướm đêm)
Agnosia là một chi bướm đêm thuộc họ Sphingidae.

## Các loài
- Agnosia microta - (Hampson 1907)
- Agnosia orneus - (Westwood 1847)